# Tom Ferenc
Tom Ferenc (* um 2001) ist ein deutscher Synchronsprecher und Webvideoproduzent.

## Karriere
Tom Ferenc begann 2020 als Synchronsprecher. Zu dieser Zeit streamte er auf der der Live-Streaming-Plattform Twitch und äußerte den Wunsch des Synchronsprechers zu werden, woraufhin er dort von einem Aufnahmeleiter kontaktiert wurde. Seither hat er über 170 Rollen eingesprochen.

### Podcast
Seit Juli 2025 moderiert Tom wöchentlich zusammen mit seinen Synchronkollegen Tim Schwarzmaier und Peter Baatz-Mechler den Podcast Millennial Sandwich. Darin sprechen die drei über verschiedene gesellschaftliche und popkulturelle Themen. Im Mittelpunkt steht der Vergleich unterschiedlicher Perspektiven der Generationen X, Y und Z, die jeweils durch einen der Moderatoren repräsentiert werden.

## Synchronarbeiten (Auswahl)

### Filme
- 2021: Ghostbusters: Legacy für Billy Bryk als Zahk
- 2021: Live is life für Javier Casellas als Garriga
- 2021: The Tender Bar für Ivan Leung als Jimmy
- 2021: Spider-Man: No Way Home für Harry Holland als Shaker Kid
- 2021: Das Geheimnis der Mumie für Josh Zaharia als Todd
- 2021: Escape from Mogadishu für Andrew Kimani als Swama
- 2022: Nightmare für Herman Tømmeraas als Robby
- 2022: The Tiger Rising für Nicholas Ryan Hernandez als Billy Threemonger
- 2022: Avatar: The Way of Water für Duane Evans Jr. als Rotxo
- 2023: Norwegian Dream für Karl Bekele Steinland als Ivar
- 2023: Nina und das Geheimnis der Igel für Saabo Balde als Sami
- 2023: The Last Kingdom: Seven Kings Must Die für Ewan Horrocks als Aelfweard
- 2023: Die dunkle Saat für West Mulholland als Mitch Crenshaw
- 2023: Perfect Addiction für Ryan Bown als Evans
- 2023: Peter Pan & Wendy für Noah Matthews Matofsky als Slightly
- 2024: Rückkehr der Thundermans für Diego Velazquez als Billy Thunderman
- 2024: Der Tränenmacher für Alessandro Bedetti als Lionel

### Serien
- 2021: Arcane für Yuri Lowenthal als Mylo in 3 Episoden
- 2021: Generation für Isaiah Stannard als Evan
- 2021: JoJo’s Bizarre Adventure für Yuuichi Iguchi als Junge
- 2021–2023: Manifest für Ty Doran als Cal Stone (Erwachsen)
- seit 2022: Blue Lock für Kazuki Ura als Yoichi Isagi
- 2022: All of Us Are Dead für Ji-yeol Park als Lee Jae-jun
- 2022: Rookie Cops für Jae-hyun Choi als Min-yong
- 2022–2023: Genauso... aber anders für Daniel Botelho als Tomás Araújo
- 2023: Gotham Knights für Tyler DiChiara als Cullen Row
- 2023: Tomo-chan is a Girl! für Kouhei Amasaki als Kousuke Misaki
- 2023: Große Erwartungen für Jairaj Varsani als Herbert (jung)
- 2023–2024: Haileys Mission für Manny Jacinto als Scott Denoga
- 2024: Camp Kikiwaka für Luke Busey als Jake
- 2024: Alya Sometimes Hides Her Feelings in Russian für Taichi Ichikawa als Hikaru Kiomiya

## Hörspiele (Auswahl)
- 2022: Marik Roeder, Sen Heise: Der Interaktive Hörspiel-Podcast: Schreib mich ab (1. Staffel: 13 Folgen) (Henning) – Technische Realisierung und Regie: Christian Zeiger (Original-Hörspiel, Kriminalhörspiel, Mitmachhörspiel – darkviktory studios (Auftragsproduktion von: Rundfunk Berlin-Brandenburg))[4]